# Estimat de Borrell

L'Estimat de Borrell, respecte del terme d'Abella de la Conca

L'Estimat de Borrell és un conjunt de terres del terme municipal d'Abella de la Conca, a la comarca del Pallars Jussà.
Està situat al nord-est de la casa a la qual pertany, Cal Borrell, al sector de la Viella, al nord-oest del terme municipal. Pertany a la partida de les Vielles.
Es tracta d'un pronunciat pendís de muntanya, boscós, al nord-est de Cal Borrell, entre aquesta casa i la Roca de la Casa Vella.

## Etimologia
En diferents indrets de Catalunya, entre ells els Pallars, el terme estimat serveix per a designar un tros de territori, habitualment poc productiu, que pertany a un propietari concret, que dona lloc a la segona part del topònim. En aquest cas es tracta de territori de Cal Borrell.